# Polyscias rainaliorum
Polyscias rainaliorum är en araliaväxtart som beskrevs av Georges Bernardi. Polyscias rainaliorum ingår i släktet Polyscias och familjen Araliaceae. Inga underarter finns listade.